# عنتاب لكرة السلة
عنتاب لكرة السلة هو فريق كرة سلة تركي تأسس في 2007 يقع في عنتاب، تركيا. يلعب في الدوري التركي لكرة السلة.

## وصلات خارجية
- الموقع الإلكتروني